# أولغا بريزغينا
أولغا بريزغينا (Olga Bryzgina) (الروسية: О́льга Арка́дьевна Бры́згина) هي لاعبة أولمبية لرياضة ألعاب القوى من الاتحاد السوفييتي. شاركت في الأولمبياد الصيفي في 1988–1992، وفازت بما مجموعه 4 ميداليات.

## الميداليات
| ذهب | فضة | برونز | المجموع |
| 3   | 1   | 0     | 4       |

## روابط خارجية
- أولغا بريزغينا على موقع الاتحاد الدولي لألعاب القوى (الإنجليزية)
- أولغا بريزغينا على موقع اللجنة الأولمبية الدولية (الإنجليزية)
- أولغا بريزغينا على موقع أوليمبيديا (الإنجليزية)

قالب:تذييل بطل أولمبي سباق 400 متر سيدات